# داگ راسل (شناگر)
داگ راسل (به انگلیسی: Doug Russell) (زادهٔ ۲۰ فوریهٔ ۱۹۴۶) شناگر اهل ایالات متحده آمریکا است.